# Jákup Sverri
Die Jákup Sverri ist ein Forschungsschiff des Havstovan in Tórshavn, Färöer.

## Geschichte
Das Schiff des Werfttyps 5414 RV wurde unter der Baunummer 113 auf der MEST-Werft in Skála gebaut und im November 2020 fertiggestellt. Der Rumpf wurde von Western Baltija Shipbuilding in Klaipėda zugeliefert. Er wurde 2018/2019 gebaut und anschließend nach Skála geschleppt.
Das Schiff wurde im Januar 2021 in Dienst gestellt. Es ersetzte die Magnus Heinason. Das Schiff gehört der Føroya Landsstýri. Es steht dem Forschungsinstitut Havstovan zur Verfügung, kann aber auch von anderen Einrichtungen gechartert werden.

## Technische Daten und Ausstattung
Das Schiff wird dieselelektrisch durch einen Elektromotor angetrieben. Der Motor wirkt auf einen Festpropeller. Für die Stromerzeugung stehen zwei von Wärtsilä-Dieselmotoren des Typs 8L20 mit jeweils 1498 kW Leistung angetriebene Generatoren mit jeweils 1873 kVA Scheinleistung zur Verfügung. Zusätzlich wurde ein von einem Scania-Dieselmotor mit 302 kW Leistung angetriebener Hafen- und Notgenerator mit 378 kVA Scheinleistung verbaut. Das Schiff ist mit einem Bugstrahlruder mit 800 kW Leistung ausgestattet.
Das Schiff ist für die Forschung in verschiedenen Bereichen der Meereskunde einschließlich der Fischereiforschung konzipiert. Es ist für die Boden- und Schleppnetzfischerei ausgerüstet. Das Schiff verfügt für das Aussetzen und Einholen des Schleppnetzes über eine Heckaufschleppe. Für die Fischerei und das Schleppen verschiedener Forschungsgeräte ist das Schiff mit verschiedenen Winden ausgerüstet. Es verfügt über mehrere Sonar- und Echolotanlagen. Das Schiff ist im Rumpf mit einem drei Meter unter dem Kiel ausfahrbaren Instrumentenhalter ausgerüstet. Die Messinstrumente können hier möglichst unbeeinflusst von Vibrationen oder Geräuschen vom Schiff eingesetzt werden.
Für die Forschung stehen zwei Trocken- und zwei Nasslabore zur Verfügung. An Deck können drei 20-Fuß-Container mitgeführt werden. Dies können auch Laborcontainer zur Erweiterung der Laborkapazität sein.
Für die Schiffsbesatzung stehen dreizehn Einzelkabinen, für wissenschaftliches Personal sechs Doppelkabinen zur Verfügung. An Bord sind verschiedene Aufenthalts- und Konferenzräume sowie ein Fitnessraum eingerichtet. Weiterhin steht eine Krankenstation mit zwei Betten zur Verfügung.
Das Schiff ist mit verschiedenen Hebewerkzeugen ausgerüstet, darunter zwei Krane im Achterschiffsbereich. Der Pfahlzug beträgt 27 t.